# Автор
Под автор най-често се разбира човек, благодарение на чийто творчески труд е създадено едно литературно произведение. В най-общия смисъл, автор е човек, който е създал и публикувал книга или друг вид текст, при това не непременно литературни.
Използва се за обозначаване на принос при създаването на нещо оригинално и различно от литературна творба в други области на знанието като например в техниката, в медицината, в социологията, при оригинални теоретични изследвания и хипотези и др.